# U ime ljubavi
 Ovo je glavno značenje pojma U ime ljubavi. Za druga značenja pogledajte U ime ljubavi (telenovela).
U ime ljubavi je deveti album hrvatskog pjevača Dražena Zečića.
Album je 2003. godine objavila diskografska kuća Scardona.

## Popis pjesama
1. Plači kada me tu ne bude
2. Kad zvijezde izgube sjaj
3. Opiti nikad se neću
4. Da sam znao što je život
5. Sto i jedan život
6. U ime ljubavi
7. Poljubi me jednom za kraj
8. Lišo bez punta
9. E, moj ćaća
10. Bože, hvala ti

Ovaj album je polučio uspješnice "Opiti nikad se neću", "Poljubi me jednom za kraj", "Lišo bez punta" i "E, moj ćaća".